# Библиотекар
Библиотекар је стручњак који ради у библиотеци или библиотечко-информационој делатности, одговоран за набавку, обраду, организовање, чување и давање на коришћење књига, периодике, дигиталних извора и друге библиотечке грађе. Улога библиотекара у савременом друштву превазилази традиционално схватање чувара књига; данашњи библиотекар је и информациони стручњак, едукатор, културни посредник и менаџер информационих ресурса.

## Етимологија и дефиниција
Реч "библиотекар" потиче од речи "библиотека", која је изведена из грчких речи biblion (βιβλίον – књига) и theke (θήκη – спремиште, кутија). Дакле, етимолошки, библиотекар је онај који се стара о "спремишту књига".
Професионално, библиотекар је особа са одговарајућим образовањем и вештинама за обављање стручних послова у библиотечко-информационој делатности. Ови послови обухватају широк спектар активности, од рада са корисницима до управљања збиркама и промоције читања и учења.

## Историјски развој професије (кратак преглед)
Улога чувара знања и писаних докумената постоји од најстаријих цивилизација.
- У античком свету, библиотекари су били учени људи, често филозофи или писци, који су радили у великим библиотекама попут Александријске библиотеке или Пергамске библиотеке.
- У средњем веку у Европи, монаси у манастирским скрипторијумима и библиотекама били су главни чувари и преписивачи књига.
- Са проналаском штампарије у XV веку и ширењем писмености, улога библиотекара почиње да се мења и професионализује.
- У XIX веку долази до оснивања великог броја јавних и националних библиотека, што доводи до потребе за формалним образовањем библиотекара и развојем библиотечке струке.
- У XX и XXI веку, са појавом информационог доба и дигиталних технологија, улога библиотекара се значајно трансформише, постављајући пред њих нове изазове и захтеве.

## Кључне одговорности и задужења
Послови библиотекара су разноврсни и могу се груписати у неколико кључних области:
- Изградња и управљање збиркама:
  - Селекција и набавка књига, периодике, електронских извора и друге грађе у складу са потребама корисника и профилом библиотеке.
  - Каталогизација и класификација грађе према међународним стандардима (нпр. УДК, MARC).
  - Инвентарисање и отпис (ревизија) фонда.
  - Физичка заштита и конзервација библиотечке грађе.
- Рад са корисницима:
  - Пружање информационих услуга и помоћ корисницима у проналажењу информација и грађе (референтна делатност).
  - Обука корисника за коришћење библиотечких ресурса и информациону писменост.
  - Међубиблиотечка позајмица.
  - Организовање културних и образовних програма (промоције књига, изложбе, радионице, предавања).
- Организациони и стручни послови:
  - Планирање и развој библиотечких услуга.
  - Праћење нових технологија и трендова у библиотекарству.
  - Учешће у стручним удружењима и континуирано стручно усавршавање.
  - Вођење библиотечке документације и статистике.
  - У зависности од позиције, може укључивати и руководеће и административне послове.

Библиотекар на основу праћења литературе и ослушкивања потреба корисника планира и изграђује фонд библиотеке.

## Врсте библиотекара и области специјализације
Професија библиотекара може бити специјализована према типу библиотеке или врсти послова:
- Библиотекар у јавној (народној) библиотеци: Ради са широком популацијом, пружајући услуге свим узрасним групама.
- Академски (универзитетски/факултетски) библиотекар: Пружа подршку наставном и научноистраживачком раду на универзитетима и факултетима.
- Школски библиотекар: Ради са ученицима и наставницима у основним и средњим школама.
- Библиотекар у специјалној библиотеци: Ради у библиотекама које су специјализоване за одређену област (нпр. медицинске, правне, техничке, музејске, архивске библиотеке).
- Дечји библиотекар: Специјализован за рад са децом и промоцију читања у најранијем узрасту.
- Каталогизатор: Стручњак за обраду и каталогизацију библиотечке грађе.
- Референтни библиотекар: Пружа директну помоћ корисницима у проналажењу информација.
- Дигитални библиотекар: Бави се дигитализацијом, управљањем дигиталним збиркама и електронским изворима.

## Образовање и вештине
За обављање послова библиотекара обично је потребно високо образовање из области библиотекарства и информатике или сродних друштвено-хуманистичких наука (нпр. филологија, историја, педагогија), уз положен стручни испит за библиотекара. У Србији се образовање библиотекара стиче на Катедри за библиотекарство и информатику Филолошког факултета Универзитета у Београду и другим акредитованим програмима.
Кључне вештине за библиотекара укључују:
- Познавање информационих извора и метода претраживања.
- Организационе способности и пажња према детаљима.
- Комуникацијске и интерперсоналне вештине.
- Информатичка писменост и познавање савремених технологија.
- Способност едукације и преношења знања.
- Љубав према књизи и читању, као и посвећеност слободном приступу информацијама.

## Професионална етика и удружења
Библиотекари се у свом раду руководе принципима професионалне етике, који укључују обезбеђивање слободног и једнаког приступа информацијама за све, заштиту интелектуалне слободе и приватности корисника.
У Србији, кључно струковно удружење је Библиотекарско друштво Србије (БДС), које ради на унапређењу струке, организовању едукација и заступању интереса библиотекара.

## Библиотекари у савременом добу
У савременом дигиталном добу, улога библиотекара се значајно мења и проширује. Поред традиционалних послова, они постају и водичи кроз интернет ресурсе, едукатори за информациону и медијску писменост, организатори дигиталних збирки и промотери културе у онлајн окружењу. Изазови укључују праћење брзог технолошког развоја, обезбеђивање финансијских средстава и прилагођавање услуга променљивим потребама корисника.